# Stephanie Vogt
Stephanie Vogt (* 15. Februar 1990 in Vaduz) ist eine ehemalige liechtensteinische Tennisspielerin.

## Karriere
Vogt nahm ab 2006 an Turnieren der WTA Tour teil. Ihre besten Platzierungen in der WTA-Weltrangliste erreichte sie 2014 mit Rang 137 im Einzel und 2016 mit Rang 69 im Doppel. Sie war die einzige Spielerin ihres Landes, die neben Kathinka von Deichmann noch in der Weltrangliste geführt wurde.
Seit 2006 spielte Vogt auch für die liechtensteinische Fed-Cup-Mannschaft; ihre Bilanz weist 23 Siege bei 18 Niederlagen aus.
2007 gewann sie bei den Spielen der kleinen Staaten von Europa die Goldmedaille im Einzel und die Silbermedaille im Doppel. Im selben Jahr wurde sie zu Liechtensteins Sportlerin des Jahres gewählt, 2010 bekam sie diese Auszeichnung ein weiteres Mal verliehen. 2011 gewann sie bei den Spielen der kleinen Staaten von Europa neben der Goldmedaille im Einzel auch die im Doppel und im Mixed; 2013 konnte sie diese Erfolge wiederholen.
Am 31. März 2008 teilte die ITF mit, dass Vogt eine von zwei zu vergebenden Einladungen für das Dameneinzel der Olympischen Spiele 2008 in Peking erhalten würde. Eine Verletzung am rechten Knie machte jedoch eine Operation erforderlich, so dass sie auf ihre Teilnahme verzichtete. Für das olympische Turnier 2012 in London erhielt Vogt von der ITF erneut eine Wildcard; sie war dort bei der Eröffnungsfeier zudem Fahnenträgerin des liechtensteinischen Teams.
Am 20. Oktober 2013 feierte Vogt schließlich den Gewinn ihres ersten WTA-Titels, als sie an der Seite von Yanina Wickmayer bei den BNP Paribas Luxembourg Open die Doppelkonkurrenz gewonnen hatte.
Ihr letztes offizielles Match spielte sie bei den Olympischen Spielen 2016 in Rio de Janeiro. Noch während der Spiele erklärte sie ihren Rücktritt vom Profisport.

## Turniersiege

### Einzel
| Nr. | Datum              | Turnier             | Kategorie    | Belag             | Finalgegnerinnen          | Ergebnis      |
| --- | ------------------ | ------------------- | ------------ | ----------------- | ------------------------- | ------------- |
| 1.  | 24. Juni 2007      | Davos               | ITF $10.000  | Sand              | Jessica Moore             | 6:4, 4:6, 6:3 |
| 2.  | 4. Mai 2008        | Makarska            | ITF $50.000  | Sand              | Anastassija Piwowarowa    | 6:2, 6:3      |
| 3.  | 30. Mai 2010       | Velenje             | ITF $10.000  | Sand              | Pavla Šmídová             | 6:1, 6:2      |
| 4.  | 31. Oktober 2010   | Kairo               | ITF $25.000  | Sand              | Maša Zec Peškirič         | 6:1, 6:3      |
| 5.  | 11. September 2011 | Alphen aan den Rijn | ITF $25.000  | Sand              | Katarzyna Piter           | 6:2, 6:4      |
| 6.  | 10. März 2013      | Sutton              | ITF $10.000  | Hartplatz (Halle) | Carina Witthöft           | 3:6, 6:4, 6:3 |
| 7.  | 17. März 2013      | Bath                | ITF $15.000  | Hartplatz (Halle) | An-Sophie Mestach         | 7:63, 6:3     |
| 8.  | 13. Juli 2013      | Biarritz            | ITF $100.000 | Sand              | Anna Karolína Schmiedlová | 1:6, 6:3, 6:2 |
| 9.  | 15. September 2013 | Podgorica           | ITF $25.000  | Sand              | Anett Kontaveit           | 6:4, 6:3      |
| 10. | 16. Februar 2014   | São Paulo           | ITF $25.000  | Sand              | Marina Melnikowa          | 6:1, 6:4      |
| 11. | 9. November 2014   | Bath                | ITF $25.000  | Hartplatz (Halle) | Alberta Brianti           | 6:3, 7:63     |
| 12. | 6. Juni 2015       | Brescia             | ITF $50.000  | Sand              | Andrea Gámiz              | 7:63, 6:4     |

### Doppel
| Nr. | Datum              | Turnier       | Kategorie         | Belag             | Partnerin            | Finalgegnerinnen                             | Ergebnis         |
| --- | ------------------ | ------------- | ----------------- | ----------------- | -------------------- | -------------------------------------------- | ---------------- |
| 1.  | 15. Februar 2008   | Mallorca      | ITF $10.000       | Sand              | Polona Hercog        | Leticia Costas-Moreira Maite Gabarrus-Alonso | 7:62, 6:3        |
| 2.  | 3. Mai 2008        | Makarska      | ITF $50.000       | Sand              | Polona Hercog        | Tadeja Majerić Maša Zec Peškirič             | 7:5, 6:2         |
| 3.  | 24. März 2012      | Bath          | ITF $25.000       | Hartplatz (Halle) | Tatjana Malek        | Julie Coin Melanie South                     | 6:3, 3:6, [10:3] |
| 4.  | 15. Juli 2012      | Aschaffenburg | ITF $25.000       | Sand              | Florencia Molinero   | Malou Ejdesgaard Réka Luca Jani              | 6:3, 7:63        |
| 5.  | 3. Mai 2013        | Civitavecchia | ITF $25.000       | Sand              | Renata Voráčová      | Paula Kania Magda Linette                    | 6:3, 6:4         |
| 6.  | 6. September 2013  | Mestre        | ITF $50.000       | Sand              | Laura Thorpe         | Petra Krejsová Tereza Smitková               | 7:65, 7:5        |
| 7.  | 20. Oktober 2013   | Luxemburg     | WTA International | Hartplatz (Halle) | Yanina Wickmayer     | Kristina Barrois Laura Thorpe                | 7:62, 6:4        |
| 8.  | 10. Mai 2014       | Trnava        | ITF $75.000       | Sand              | Zheng Saisai         | Margarita Gasparjan Jewgenija Rodina         | 6:4, 6:2         |
| 9.  | 30. Mai 2014       | Grado         | ITF $25.000       | Sand              | Verónica Cepede Royg | Lara Arruabarrena Vecino Florencia Molinero  | 6:4, 6:2         |
| 10. | 11. Juli 2014      | Biarritz      | ITF $100.000      | Sand              | Florencia Molinero   | Lourdes Domínguez Lino Teliana Pereira       | 6:2, 6:2         |
| 11. | 26. September 2014 | Podgorica     | ITF $25.000       | Sand              | Alexandra Cadanțu    | Xenia Knoll Arantxa Rus                      | 6:1, 3:6, [10:2] |
| 12. | 26. Juli 2015      | Bad Gastein   | WTA International | Sand              | Danka Kovinić        | Lara Arruabarrena Vecino Lucie Hradecká      | 4:6, 6:4, [10:3] |
| 13. | 8. Januar 2016     | Hongkong      | ITF $25.000       | Hartplatz         | Viktorija Golubic    | Hsu Ching-wen Emma Laine                     | 6:2, 1:6, [10:4] |